# OKW 6–8
Die schmalspurigen Dampflokomotiven OKW 6–8 der ehemaligen Opalenickiej Kolei Wąskotorowej (Opalenitzaer Kleinbahnen – OKW) mit 750 mm Spurweite wurden von Henschel in den Jahren 1906–1909 in der Bauart C1n2t hergestellt. Mit der Verstaatlichung der Opalenickiej Kolei Wąskotorowej wurde eine der Lokomotiven 1949 von den PKP übernommen.
Diese Lokomotive ist beim Silberbergwerk Tarnowskie Góry in Tarnowskie Góry im dortigen Freilichtmuseum als Exponat aufgestellt.

## Geschichte

### Vorkriegseinsätze
1906 wurde für die Opalenitzaer Kleinbahnen von Henschel mit der Fabriknummer 7589 die erste Lokomotive einer kleinen Serie geliefert. Sie trug die Betriebsnummer 6 und den Namen Stary Tomyśl. 1907 und 1909 wurden noch zwei weitere Maschinen des gleichen Typs geliefert, sie trugen die Betriebsnummern 7 und 8 und die Namen Śliwno und Lwówek. Die Lokomotiven wurden in der Zeit zwischen beiden Weltkriegen auf dieser Kleinbahn eingesetzt. Das Schicksal der Lokomotiven OKW 7–8 ist nicht bekannt.

### Kaiserhof
Während des Zweiten Weltkrieges wurde die Lokomotive 6 von einer deutschen Gesellschaft übernommen und erhielt den Namen Kaiserhof.

### PKP Txb2-1221 / Tyb4-1221
Nach dem Krieg wurde die Opalenitzaer Kleinbahnen verstaatlicht, die OKW 6 wurde von den PKP übernommen, wo sie 1949 die Bezeichnung Txb2-1221 erhielt und bis 1951 auf der Kleinbahn eingesetzt wurde. Danach kam sie zur Ełcka Kolej Wąskotorowa und wurde in Ełk stationiert. Ab 1961 trug sie die Bezeichnung Tyb4-1221, wurde ab 1968 vom Betriebswerk in Biała Podlaska aus eingesetzt und fuhr bis zur Stilllegung der Strecke im Jahr 1972. Danach wurde sie im Freilichtmuseum beim Silberbergwerk Tarnowskie Góry in Tarnowskie Góry als Denkmal aufgestellt.

## Konstruktion
Die Lokomotiven ist eine der wenigen noch im Original vorhandenen mit Außenrahmen und Hallscher Kurbel.
Der Blechrahmen ist mit einer Stärke der Rahmenwangen von 15 mm ausgeführt, in welchem die vier Achsen mit Außenlager geführt werden. Die Achsen sind einzeln mit jeweils einer Blattfeder abgefedert, die oberhalb der Achslager liegen. Die drei Antriebsachsen sind fest im Rahmen gelagert. Die Schleppachse ist als Adamsachse ausgeführt und besitzt ein seitliches Spiel von ±75 mm. Damit konnte die Lok einen Kurvenradius von 35 m sicher durchfahren.
Der Flammrohrkessel besaß eine kupferne Feuerbüchse, die in den 1960er Jahren durch eine stählerne ersetzt wurde. Er besteht aus zwei Schüssen, auf dem ersten Schuss sitzt der Dampfdom und auf dem zweiten Schuss der Sanddom. Von ihm konnten die zweite Achse von vorn und die als Treibachse ausgebildete dritte Achse von hinten gesandet werden. Gespeist wurde er von zwei Injektoren von Strube. Die Zylinder besitzen Flachschieber und eine Heusinger-Steuerung, der Kreuzkopf wird einschienig auf der Gleitbahn geführt.
Die Lokomotive hatte lediglich eine Handbremse, durch sie wurden die ersten beiden Achsen abgebremst. Sie besaß ursprünglich eine Trompetenkupplung, nach dem Krieg wurde diese durch eine Balancierhebelkupplung ersetzt. Die Petroleumbeleuchtung wurde in den 1960er Jahren auf eine elektrische mit einem Turbogenerator für 24 V umgestellt. Charakteristisch sind die großen Scheinwerfer mit Reflektor.
Die Lichtmaschine saß auf der Rauchkammer rechts neben dem Schornstein. Die Lokomotive besitzt zwei seitliche Wasserkästen mit einem Fassungsvermögen von 2 m³ Wasser und einen Kohlenkasten hinter dem Führerhaus mit dem Fassungsvermögen von 1 t Kohle. Nach dem Krieg führte die Lokomotive einen kleinen zweiachsigen Tender mit 3,3 m³ Wasser und 1 t Kohle mit.